# Bernardo de Tortosa y Revel
Bernardo de Tortosa y Revel   (Ceuta, 21 d'agost de 1720 - Paterna del Río, 27 de novembre de 1801) fou un militar espanyol, capità general de Mallorca a finals del segle xviii. Era fill del comandant de l'Artilleria de Ceuta i va ingressar com a cadet a l'exèrcit en 1734, i va ascendir a subtinent en 1744, a tinent en 1752, a capità en 1755, a tinent coronel en 1774 i a coronel en 1780. Com a coronel d'artilleria participà en la presa de Menorca i en el setge de Gibraltar (1779-1783). En 1789 fou ascendit a mariscal de camp i nomenat director de l'Acadèmia d'Artilleria de Segòvia, però deixà el càrrec quan fou nomenat capità general de Mallorca interí l'agost de 1790. Va arribar a les illes el 27 d'octubre de 1790, i va ocupar el càrrec fins al 4 de juliol de 1793. Aleshores fou destinat al Rosselló, on fou cap de l'artilleria de l'exèrcit espanyol en la Guerra Gran. En 1794 fou nomenat capità general de Castella la Vella, que va deixar el 28 d'abril de 1800 per motius de salut. Es va establir a Paterna del Río (província d'Almeria). on va morir el 27 de novembre de 1801.